# Parkfield
Parkfield è una piccola cittadina della California (USA) che conta meno di 20 abitanti. È molto importante in quanto sorge a cavallo della faglia di Sant'Andrea ed è uno dei luoghi più monitorati per lo studio dei terremoti, dei loro effetti e dei segni premonitori.
L'economia locale si basa prevalentemente sull'agricoltura (in particolare viti per la produzione del vino).